# 국민총력조선연맹
국민총력조선연맹(國民總力朝鮮聯盟, 일본어: 国民総力朝鮮連盟)은 일제강점기 말기에 조선에 결성된 비정부 기구이자 관제 단체이다. 1940년 10월에 발족되어 1945년 7월 10일 해산되었다. 약칭은 총력연맹이다.

## 개요
중일 전쟁 발발 이후 전쟁 시국에 대한 협력과 조선 민중에 대한 강력한 통제, 후방 활동의 여러 문제를 처리하기 위해 조직된 기구이다. 태평양 전쟁 중 조직된 전시 단체 중 규모가 가장 큰 편이다.
이때 일본에서는 정당을 모두 해산하여 대정익찬회 체제를 갖추었다. 본래 정당이 없던 조선에서는 꾸준히 자치권 운동, 참정권 요구를 해왔지만 승인받지 못했다. 1940년 10월에 국민정신총동원조선연맹을 개편하여 발족시키고, 조선총독부 총독이 총재를 맡았다.
패전을 앞둔 1945년 7월 8일에 연합국 측의 공격이 일본 본토 및 조선으로 확대되는 것을 대비하여, 조선국민의용대가 조직되었다. 이에 이틀 후인 7월 10일에 국민총력조선연맹은 조선국민의용대에 흡수되어 해체되었다.

## 조직 구성
조선의 모든 단체와 개인이 지역과 직장별로 국민총력조선연맹 산하에 조직되는 형태로 구성되었다. 지도조직과 중앙조직, 지방조직으로 나뉜다.
지도조직은 조선총독부 안에 국민총력운동 지도위원회라는 이름으로 설치되어, 정무총감이 위원장을 맡고 총력운동의 기본방침을 정하였다. 중앙조직에는 조선의 모든 단체와 개인이 구성원으로 편입되며, 조선총독이 총재가 되었다. 지방조직은 각종 도, 군, 읍, 면 등 지방행정 단위와 말단의 애국반을 포함한다. 애국반은 약 10호 단위로 조직되었다.

## 활동
국민총력조선연맹의 활동에서 특징적인 점은 다음과 같다.
1. 조선인의 황국신민화에 중점을 두었다.
2. 신도실천과 직역봉공 등 국민실천 운동을 벌였다.
3. 기존 국민정신총동원연맹의 역할과 농산어촌 진흥 운동을 포함하여, 경제와 산업, 문화 부문의 여러 운동을 통합하여 일원적 운동 체계를 구축하였다.
4. 국민총력조선연맹 소속의 기구는 지방행정 기구와 일체를 이루어 조선총독부의 보조기관으로 기능했다.

이를 위해 기관지 《국민총력》과 출판물인 《총력총서》를 발간하면서 강연회와 좌담회, 방송 프로그램을 통해 황민사상을 고취하였다. 산하에는 문화부를 설치하여 여러 장르에서 황민화 문화 운동을 벌였다. 직장이나 지역 단위의 조직을 동원하여 황민사상을 전파하고, 공출이나 징병, 징용 등을 독려하였다. 이밖에도 전쟁 분위기를 고조시키는 각종 행사를 개최하였다.

## 사진첩

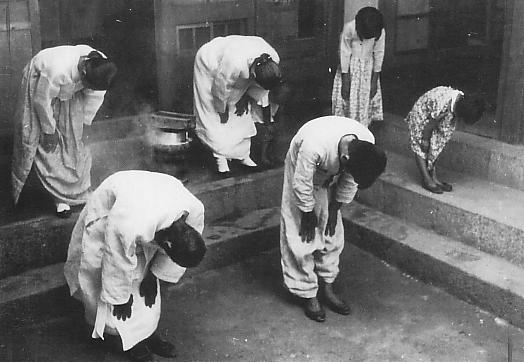
조선인의 궁성요배
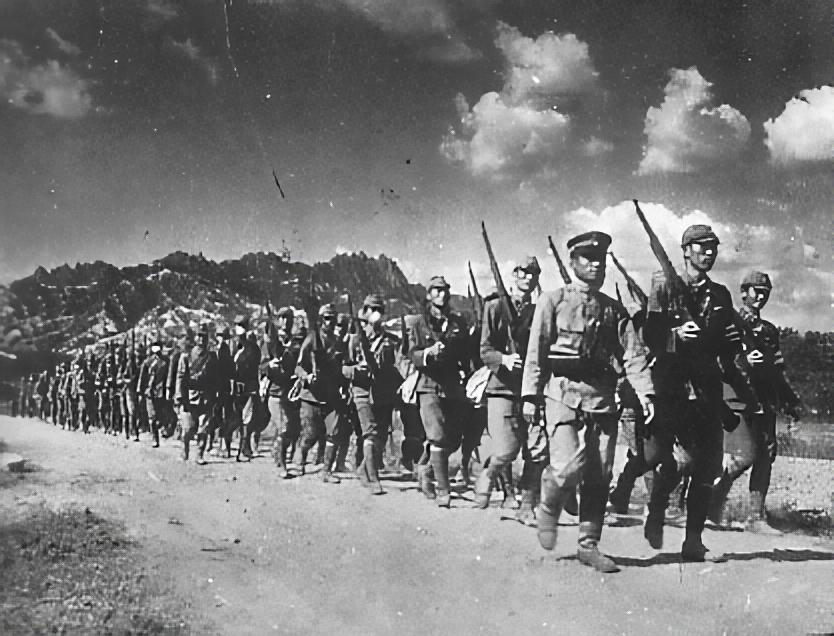
육군특별지원병 병사
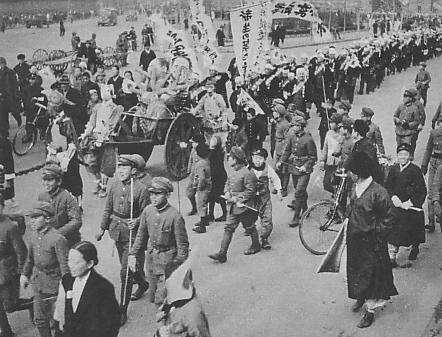
경성부의 싱가포르 함락 축하 행렬

## 같이 보기
- 국민정신총동원조선연맹
- 조선국민의용대
- 대정익찬회
- 임전보국단

## 참고자료
- 친일인명사전편찬위원회 (2004년 12월 27일). 《일제협력단체사전 - 국내 중앙편》. 서울: 민족문제연구소. 341~373쪽쪽. ISBN 8995330724.